# Notoxus lusakaensis
Notoxus lusakaensis is een keversoort uit de familie snoerhalskevers (Anthicidae). De wetenschappelijke naam van de soort is voor het eerst geldig gepubliceerd in 1984 door Chandler & Uhmann.